# Creatinina
La creatinina es un compuesto orgánico generado a partir de la degradación de la creatina (que es un nutriente útil para los músculos). Se trata de un producto de desecho del metabolismo normal de los músculos que habitualmente produce el cuerpo en una tasa muy constante (dependiendo de la masa de los músculos), y que normalmente filtran los riñones excretándola en la orina. La medición de la creatinina es el modo más simple de evaluar el funcionamiento  de los riñones.

## Uso en diagnóstico
La medición de la creatinina del suero es una prueba simple y es el indicador más común sobre la función renal. Un aumento en los niveles de creatinina de la sangre solamente es observada cuando hay un marcado daño en las nefronas (RC). Por lo tanto, esta prueba no es conveniente para detectar estados tempranos de enfermedad del riñón. Una mejor valoración de la función del riñón es la prueba de aclaramiento de creatinina (CLCr). La separación de creatinina puede ser calculada con precisión usando la concentración de la creatinina del suero y alguna o todas las variables siguientes: sexo, edad, peso, y raza según lo sugerido por la National Diabetes Association con una recolección de orina de menos de 24 horas. Algunos laboratorios calcularán el ClCr si está escrito en la forma de solicitud de la patología; y, la edad, el sexo, y el peso necesarios son incluidas en la información del paciente.

## Interpretación
En los Estados Unidos, los niveles de creatinina son típicamente expresados en mg/dL, mientras que en Canadá y Europa puede ser usado μmol/litro [μM]. 1 mg/dL de creatinina son 88.4 μmol/L.
El típico rango de referencia para las mujeres es estimado de 0,6 a 1,1 mg/dL (cerca de 45 a 90 μmol/l), para los hombres es de 0,8 a 1,3 mg/dL (60 a 110 μmol/l). La concentración de creatinina en la circulación sanguínea depende de la masa muscular además de la función renal. Por ello, mientras una concentración de 2,0 mg/dL (150 μmol/l) de creatinina en el suero puede indicar una función normal del riñón en un fisicoculturista masculino, una creatinina del suero de 0,7 mg/dl (60 μmol/l) puede indicar una enfermedad renal en una mujer anciana.